# 中央省 (巴林)
中央省（阿拉伯语：‎，羅馬化：Al-Muḥāfaẓat al-Wusṭā）是巴林的一個曾經設立的省份，位于巴林島的東部。该省辖区范围包括此前的五個市区划各自的一部份。中央省于2014年9月22日裁撤，轄區分別歸於南方省、北方省和首都省。在裁撤前，斯特拉、阿里、伊薩城皆屬該省管轄。